# Jagdschloss Kranichstein

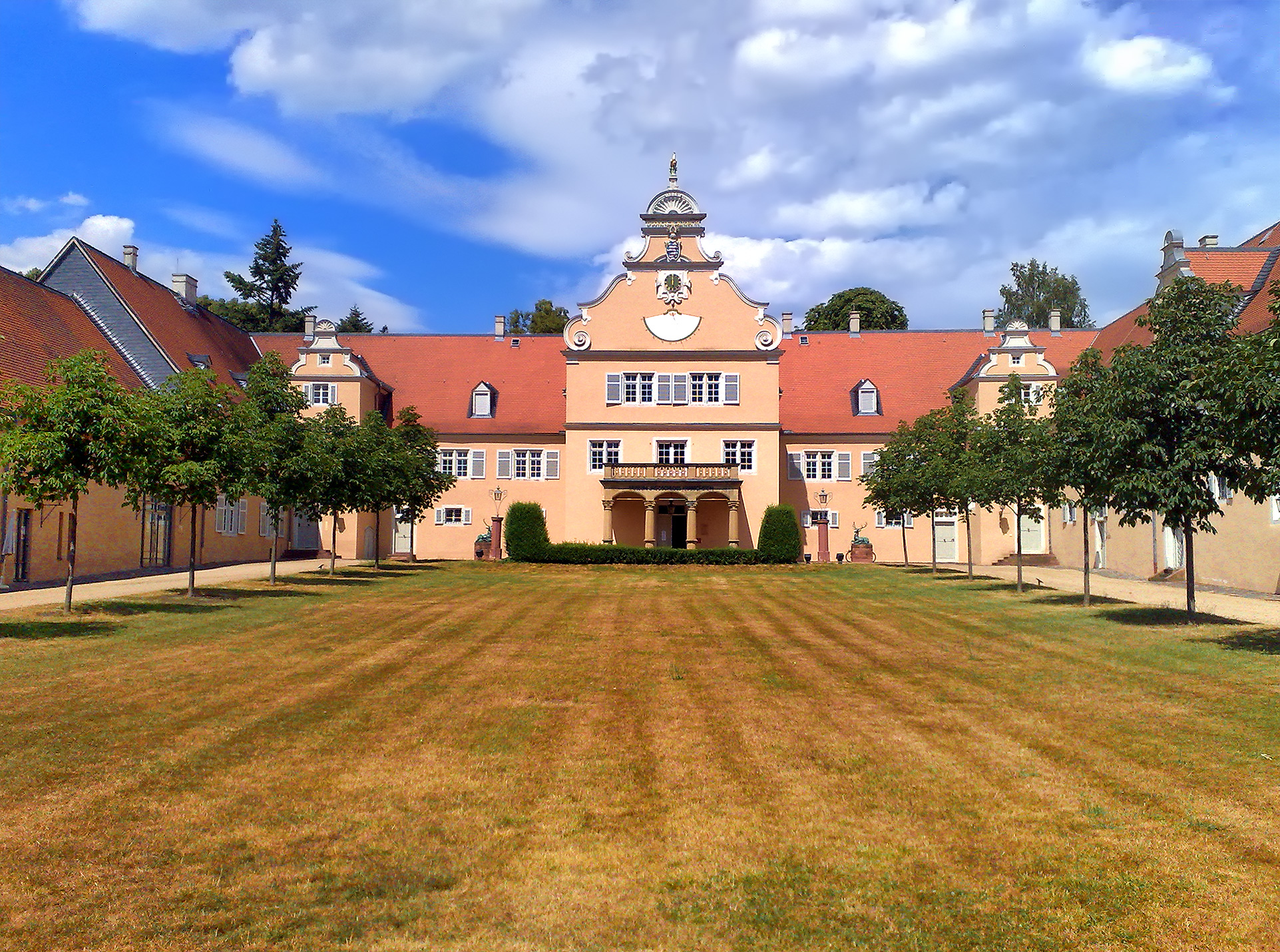
Jagdschloss Kranichstein

Das Jagdschloss Kranichstein ist ein ehemaliges Jagdschloss und frühere Sommerresidenz der Landgrafen von Hessen-Darmstadt und späteren Großherzögen von Hessen. Das Schloss im Stadtteil Kranichstein im Norden Darmstadts wurde von 1578 bis 1580 für Landgraf Georg I. errichtet. Es ist einer der wenigen erhaltenen barocken Jägerhöfe Deutschlands und beherbergt heute ein Jagdmuseum, das Naturmuseum bioversum, das auch als Umweltbildungseinrichtung dient, sowie ein Hotel mit Restaurant.

## Geschichte

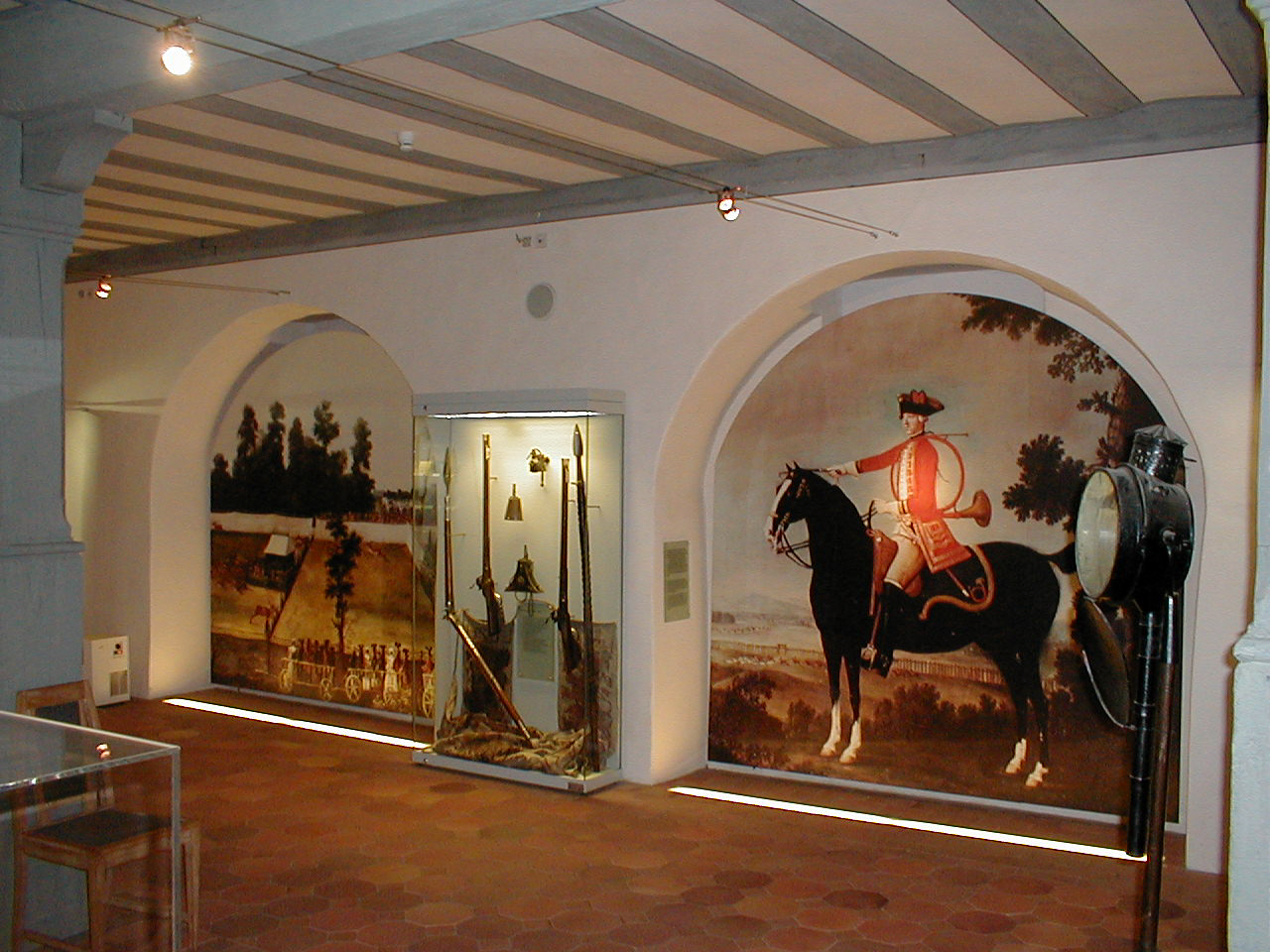
Schwerpunkt der Ausstellung im Museum Jagdschloss Kranichstein ist das höfische Jagen der Barockzeit

Landgraf Georg I. (1547–1596) ließ den dreiflügeligen Renaissancebau zwischen 1578 und 1580 von seinem Baumeister Jakob Kesselhuth errichten. Seine Nachfolger als Landgrafen und Großherzöge von Hessen-Darmstadt nutzten die Anlage rund 350 Jahre lang für die Jagd und als Sommersitz.
Die jagdbegeisterten hessischen Landgrafen Ernst Ludwig (1667–1739) und Ludwig VIII. (1691–1768) veranstalteten hier Jagdfeste in Form von Parforcejagden und des „eingestellten Jagens“. Dazu wurde der damals noch zweckmäßige Bau den barocken Vorstellungen von Repräsentation, Eleganz und Luxus angepasst.
In den umliegenden Wald ließ man sternförmige Schneisen für die Jagd schlagen. Ludwig VIII. ließ sich das barocke Jagdschloss Dianaburg im Jahre 1765, als Teil der Gesamtanlage des Schlosses Kranichstein und etwa zweieinhalb Kilometer nördlich von diesem gelegen, erbauen.
Ab Juni 1863 wurde das Schloss vom späteren Großherzog Ludwig IV von Hessen und bei Rhein und seiner Frau Alice bis zur Fertigstellung des Neuen Palais 1866 als Residenz benutzt. Am 2. Juni 1863 schreibt Alice an ihre Mutter, Königin Victoria: „Wenn ich jetzt zurückkehre, habe ich für Kranichstein aus- und einzupacken und das dortige Haus, welches seit achtzig Jahren Niemand bewohnt hat, einzurichten.“ Auch in den Folgejahren, bis zum Tode von Alice 1878, wurde Schloss Kranichstein als Sommerresidenz benutzt. In einem Brief vom 27. Juni 1863 schreibt sie ihrer Mutter: „Ich bade jeden morgen und schwimme herum, es ist ein schönes kleines Badehaus da.“ Sie beschreibt auch, wie ihr Mann, der künftige Großherzog, 1875 beim Schlittschuhlaufen auf dem Backhausteich durchs Eis eingebrochen ist: „Louis versetzte mich vorige Woche in einen furchtbaren Schreck, indem er an einer sehr tiefen Stelle auf dem Eise einbrach....Da es in Kranichstein war, kleidete er sich aus und rieb sich vor dem Ofen in dem Zimmer des Verwalters, in dessen Kleidern er auch nach Hause kam, was sehr komisch aussah.“
Museum wurde es erst, als der letzte Großherzog Ernst Ludwig im Jahre 1917 alles Jagdgerät und entsprechendes Zubehör aus allen seinen Schlössern und Jagdhäusern hier zusammentragen ließ. Hofmarschall Kuno Graf von Hardenberg richtete das Jagdmuseum ein.
Die Stiftung Hessischer Jägerhof erwarb die Anlage nach dem Zweiten Weltkrieg und eröffnete schließlich im Jahre 1952 das Museum erneut mit dem Schwerpunkt Barockzeit.
Von 1988 bis 1996 wurde das Schloss umfassend vom Land Hessen, der Stadt Darmstadt und der Stiftung Hessischer Jägerhof renoviert. Dabei wurde im Erdgeschoss die originalgetreue Renaissance-Fassung wieder hergestellt.
Seit Ende des 20. Jahrhunderts wird das Kranichsteiner Jagdschloss als Heiratsort genutzt, auch von Prominenten, wie Joschka Fischers vierte Heirat 1999.

Innenhof des Jagdschlosses im Winter

## Jagdmuseum
|  |  |  |  |

Das Museum zeigt im Erdgeschoss einen Überblick über die Geschichte der Jagd von den Anfängen bis in die Barockzeit. Schwerpunkte sind dabei die höfische Repräsentation und die Jagdmethoden im 18. Jahrhundert. Besonders beeindruckend ist die sehr umfangreiche Waffensammlung. Hier kann die Entwicklung der Jagdwaffen im Detail nachvollzogen werden. Das betrifft Schusswaffen wie Feuerwaffen, Windbüchsen und Armbrüste, aber auch Blankwaffen wie Hirschfänger und Saufedern.
Die im Jagdmuseum des Jagdschlosses Kranichstein ausgestellten Büchsen wurden von den Hofbüchsenmachern Albrecht und Boßler geschaffen.
Im Obergeschoss werden die höfischen Repräsentationsräume in ihrer barocken Pracht gezeigt. In den Fluren beeindrucken besonders die Trophäen, vor allem die auf hölzerne Hirschköpfe montierten Geweihe erlegter Hirsche, wobei auch manche Kuriosität dabei ist. Jagdgemälde, Tapisserien sowie jagdliche Accessoires vermitteln die Atmosphäre eines barocken Lustschlosses.
Attraktionen sind auch der Marstall und die Schlosskapelle. Der Marstall im Parterre des östlichen Schlossflügels wurde bei der letzten Renovierung von zahlreichen Einbauten befreit und dient heute als Saal für Konzerte und andere Veranstaltungen.
Die Schlosskapelle wurde bereits unter Landgraf Georg I., genannt der Fromme, eingerichtet. Er legte fest, dass mindestens „die Hälfte des Gesindes“ regelmäßig am Gottesdienst teilnehmen müsse. Den Innenraum prägen heute die dekorative Stuckdecke und zwei hölzerne Emporen, die mit Gemälden verziert sind.

## Gastronomie

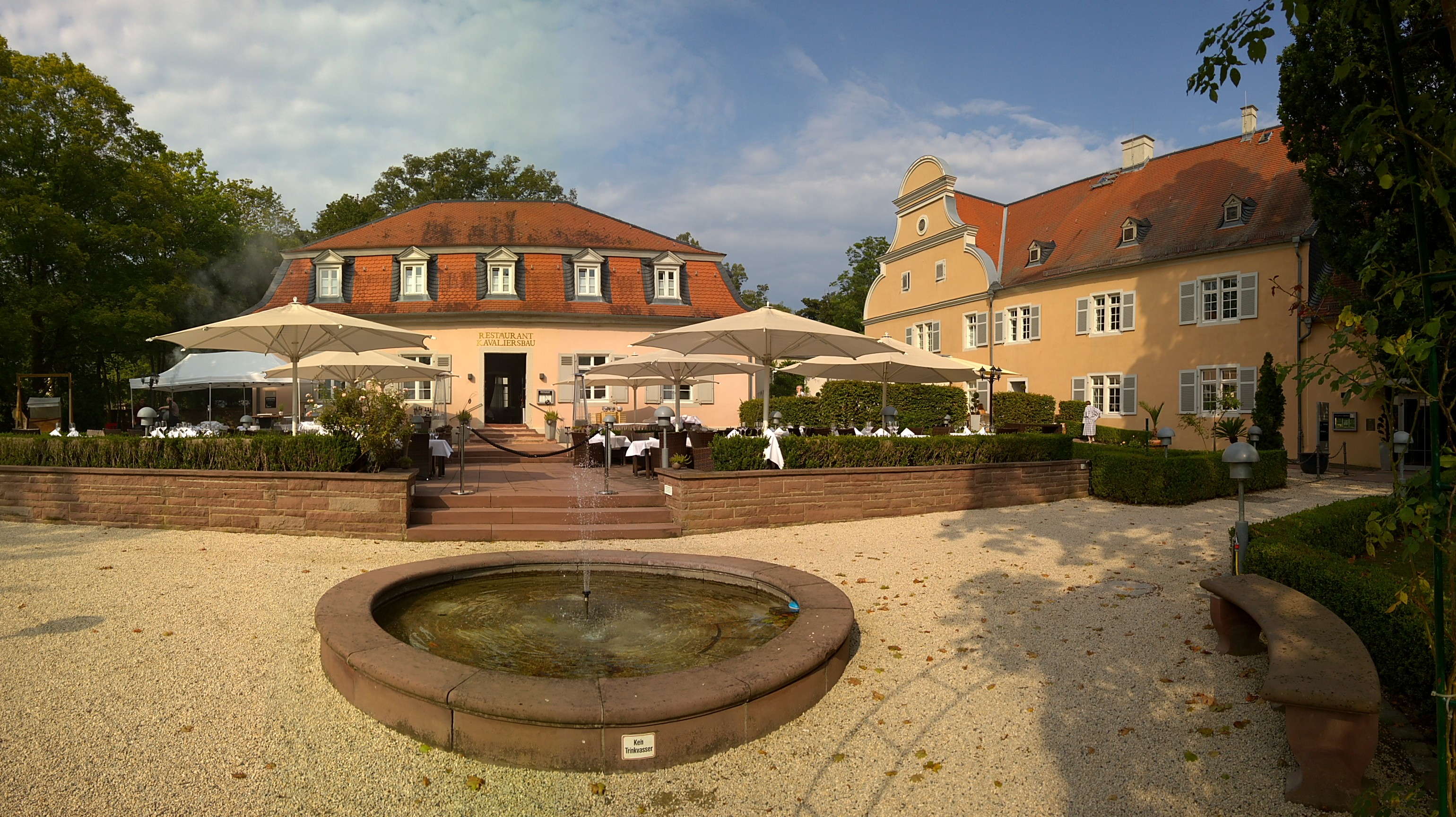
Kavaliersbau (Kavaliershaus) des Jagdschlosses Kranichstein, heute Restaurant mit Gartenterrasse

In einem Flügel des Schlosses ist das Hotel Jagdschloss Kranichstein, ein Vier-Sterne-Hotel, eingerichtet. Im angrenzenden Kavaliersbau befindet sich das Restaurant mit Gartenterrasse.

## Regelmäßige Veranstaltungen
Jeden Sommer findet das Gartenkonzert der Merck Philharmonie im Schlosspark statt. Die 27. Ausgabe fand am 19. Juli 2014 statt. Sie ist an der Last Night of the Proms angelehnt und bezieht Elemente des Broadway ein.

## Umgebung
Zur Anlage gehörten früher direkt neben dem Schloss der Kavaliersbau, südlich das Jagdzeughaus mit dem dazugehörigen Jagdzeugmeisterhaus, dazu das Forsthaus Kranichstein und das Hofgut Kranichstein im Westen. In unmittelbarer Umgebung, östlich des ehemaligen Parkbereiches des Schlosses liegt entlang der Zeughausallee der Backhausteich, der gerne von Erholungssuchenden aus Darmstadt und Umgebung zu Fuß und auf dem Fahrrad angesteuert wird. Über den Ruthsenbach war die Anlage des Jagdschlosses mit der Fasanerie und dem Steinbrücker Teich verbunden. Nach Norden und Osten in das große zusammenhängende Waldgebiet des Oberwalds waren Jagdschneisen zur Diana- und Alexanderburg angelegt, die selbst von Schneisensternen und Jagdschirmen umgeben waren. Alle diese Objekte sind heute hessische Kulturdenkmäler und leicht zu erwandern.

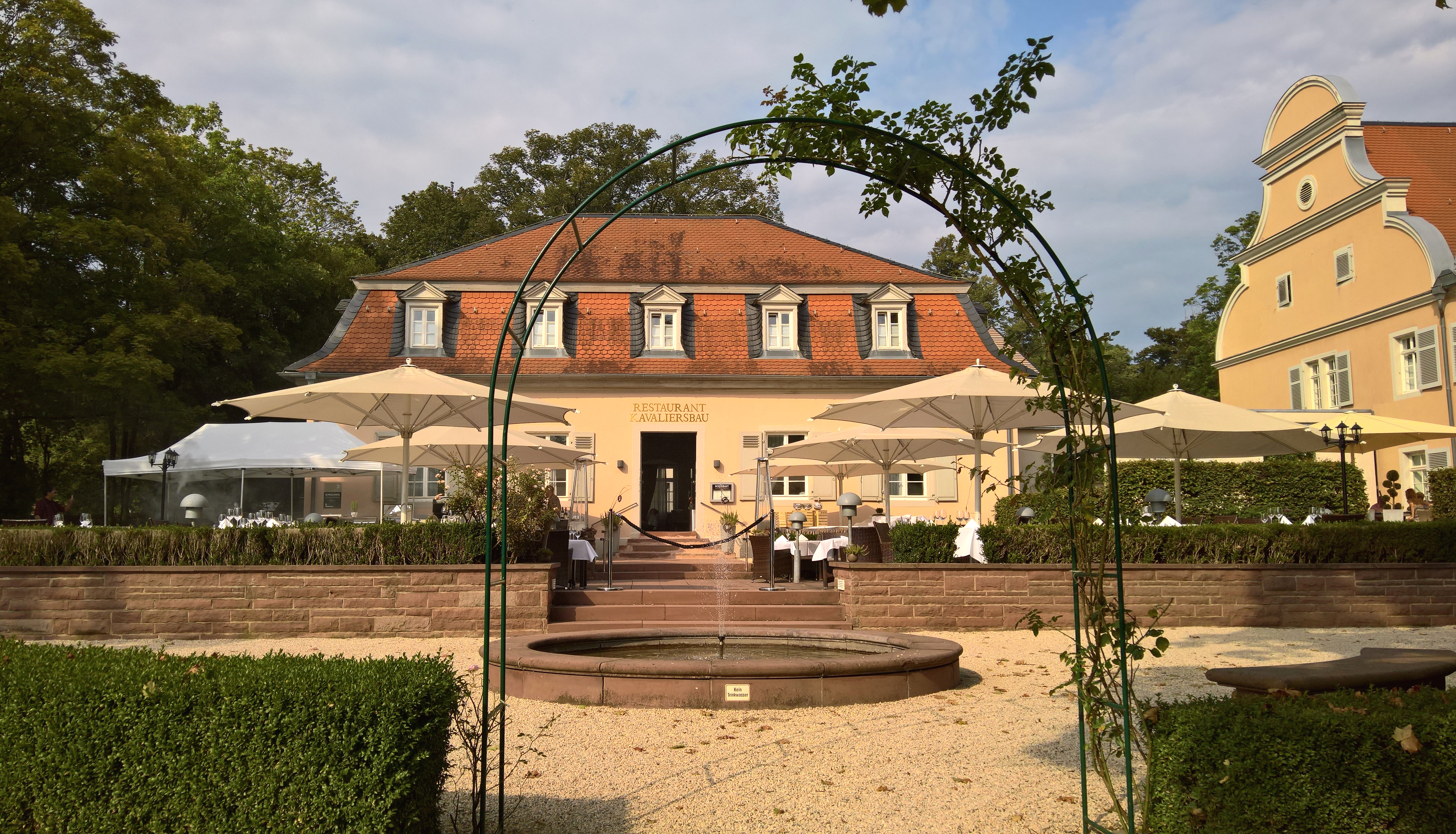
Der Kavaliersbau direkt am Jagdschloss
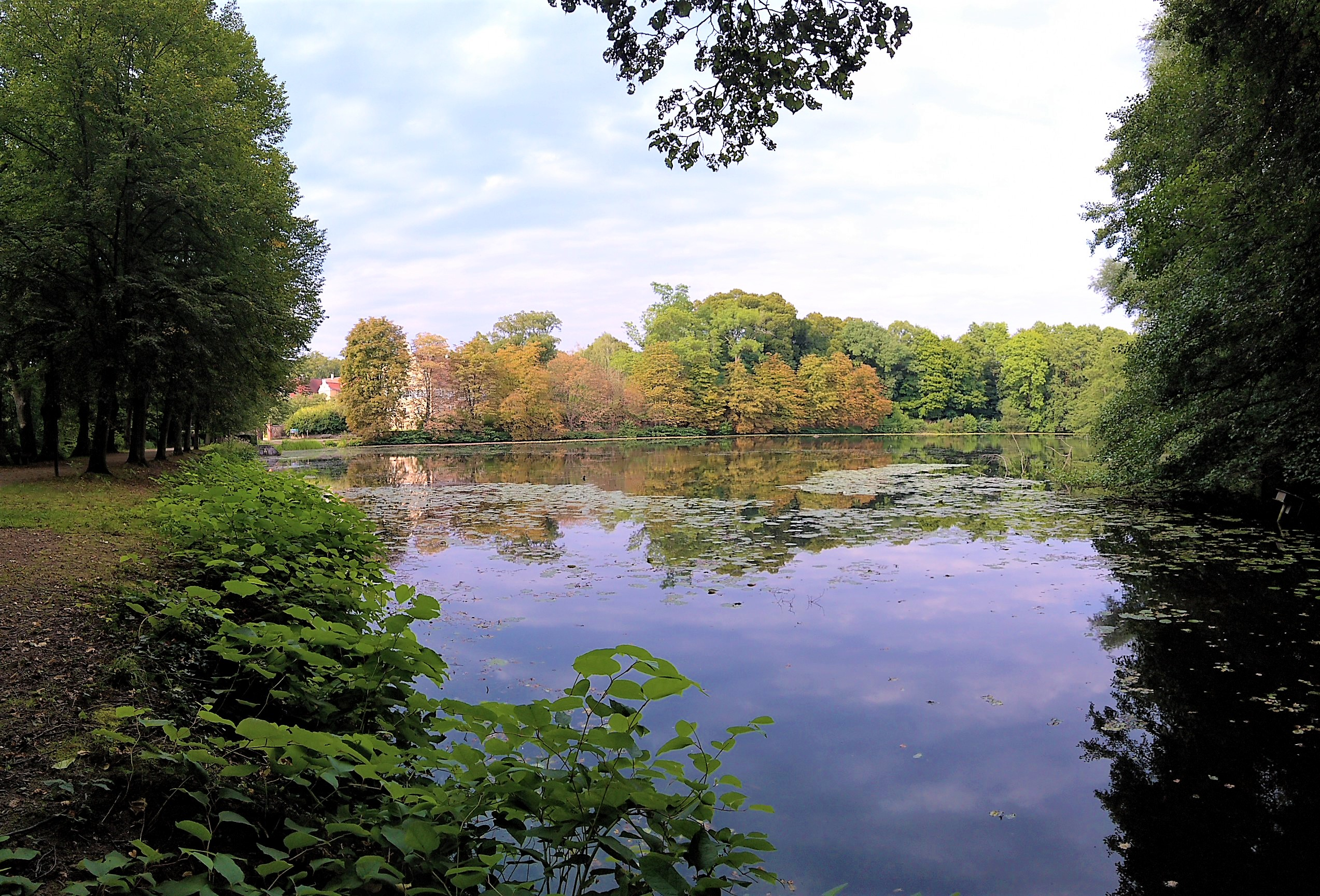
Der Backhausteich
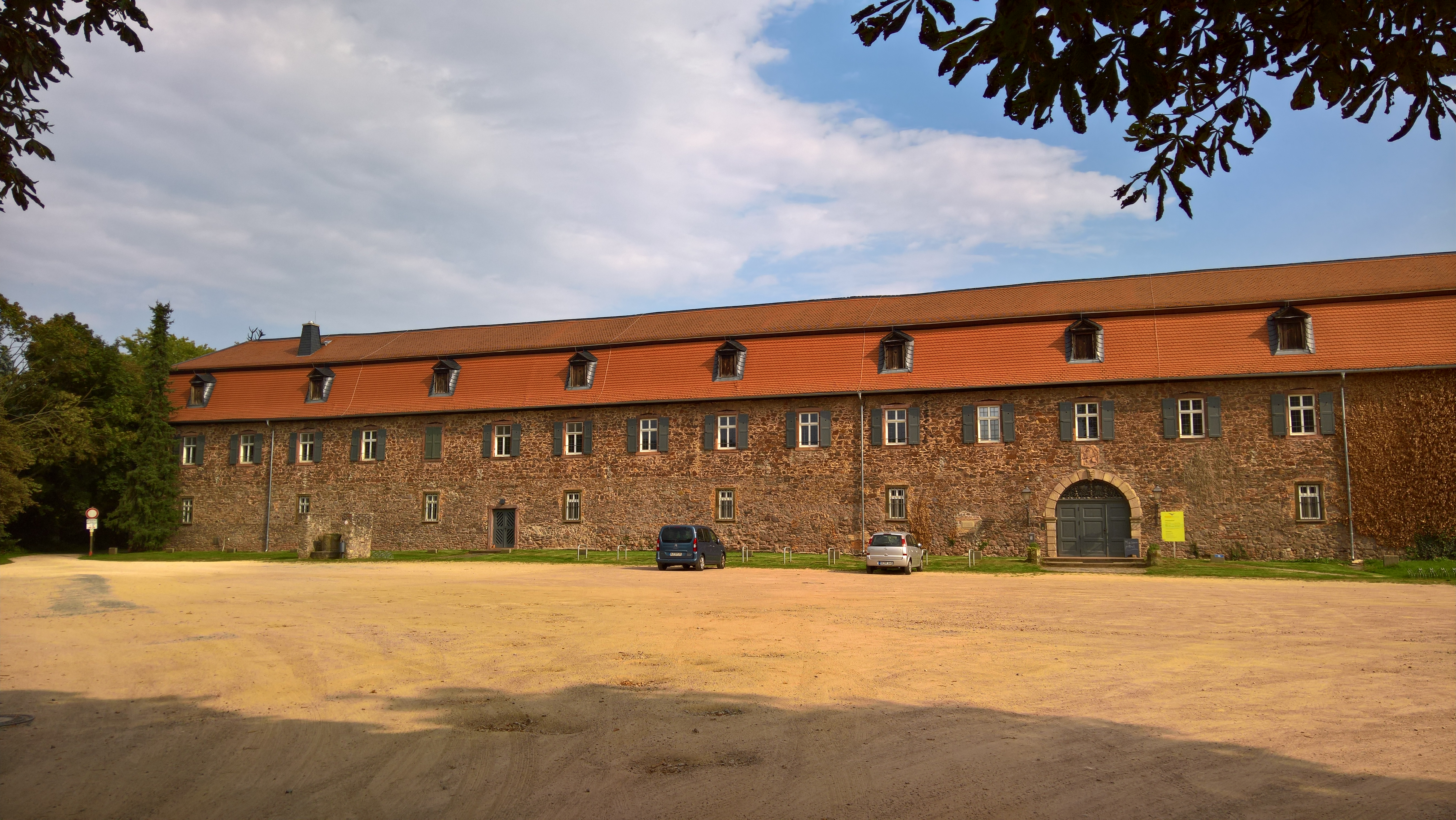
Das imposante 112 m lange Jagdzeughaus wenige Dutzend Meter südlich des Schlosses
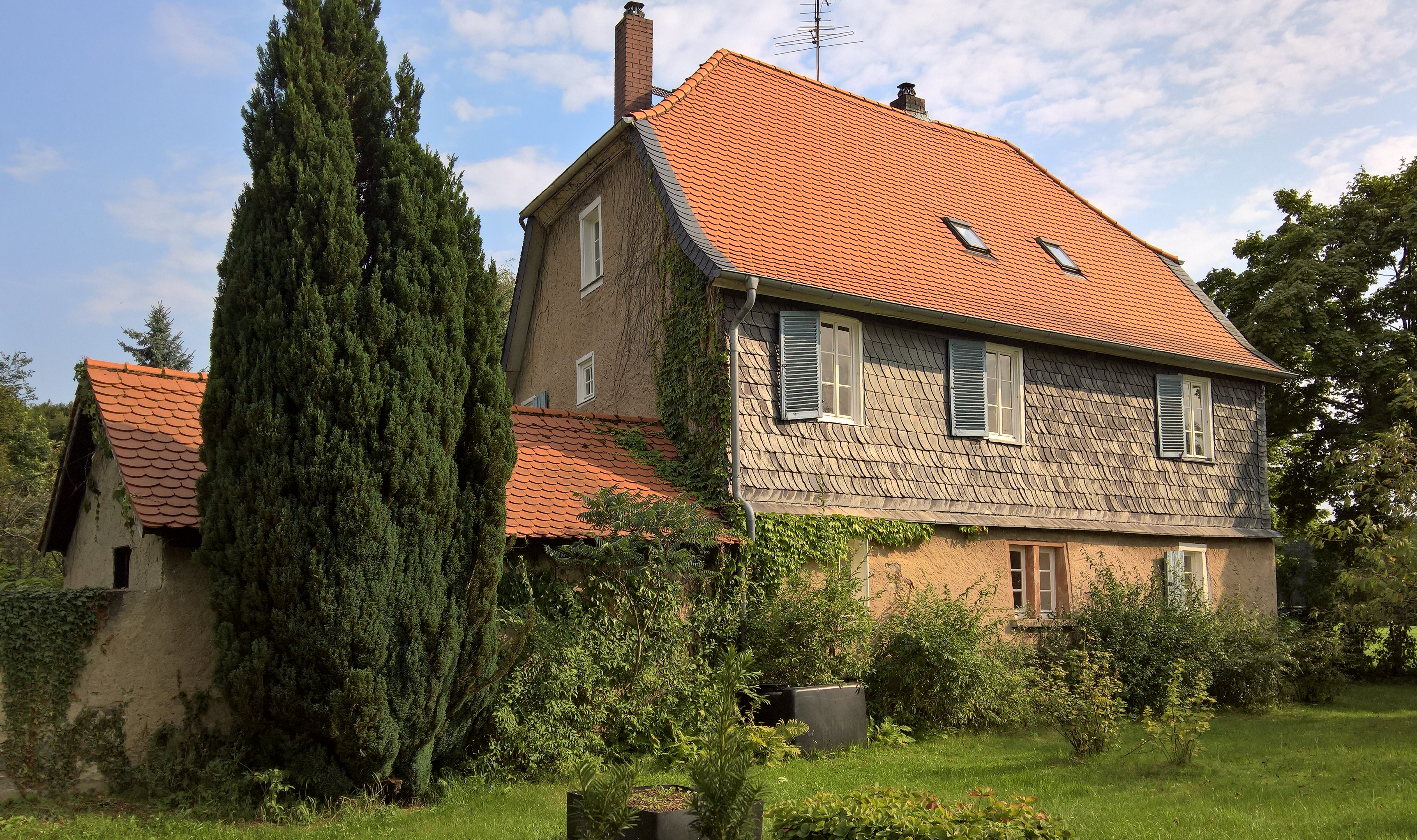
Das Jagdzeugmeisterhaus neben dem Zeughaus
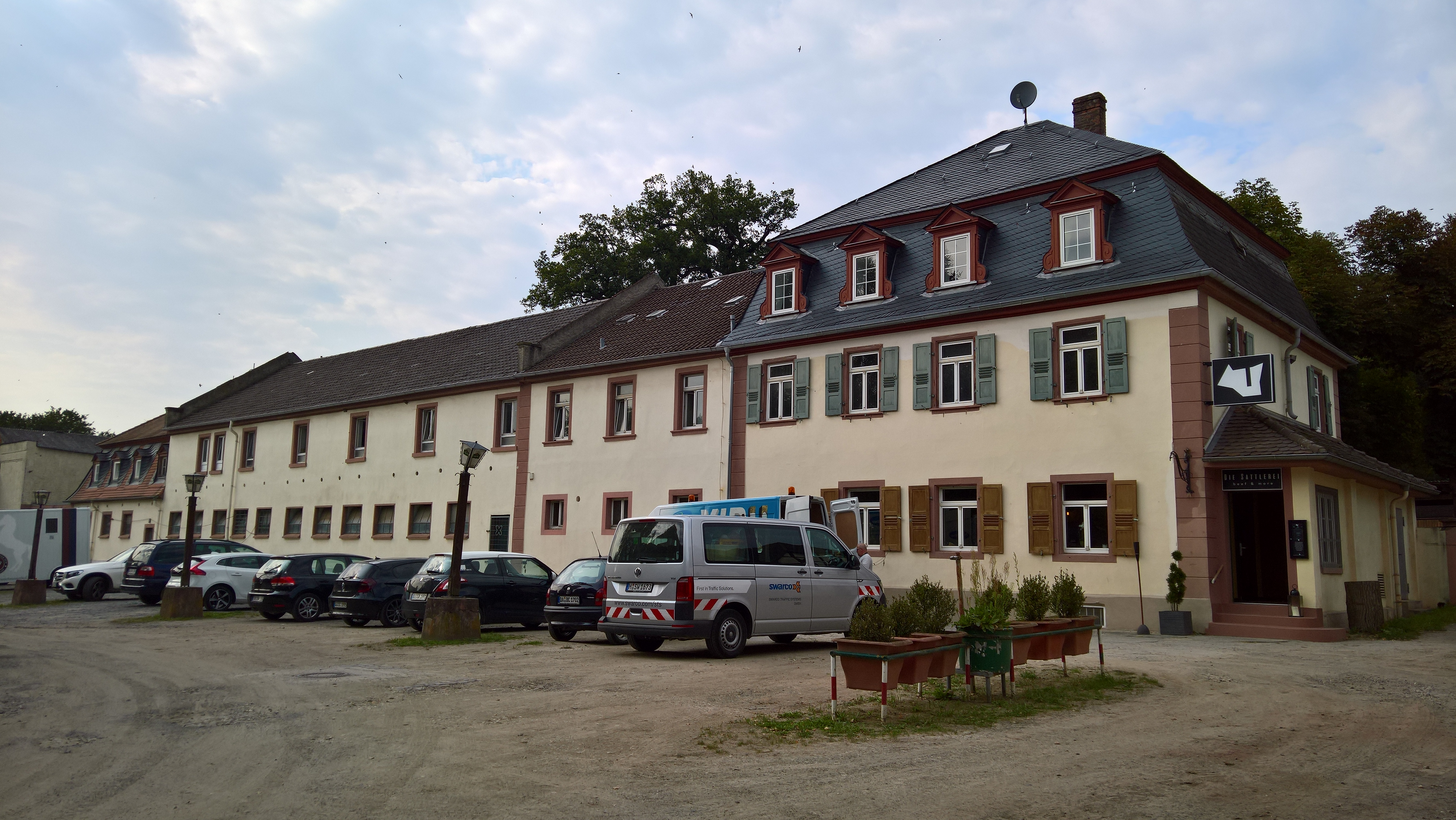
Das Hofgut westlich des Schlosses, heute Reiterhof und hessisches Leistungszentrum
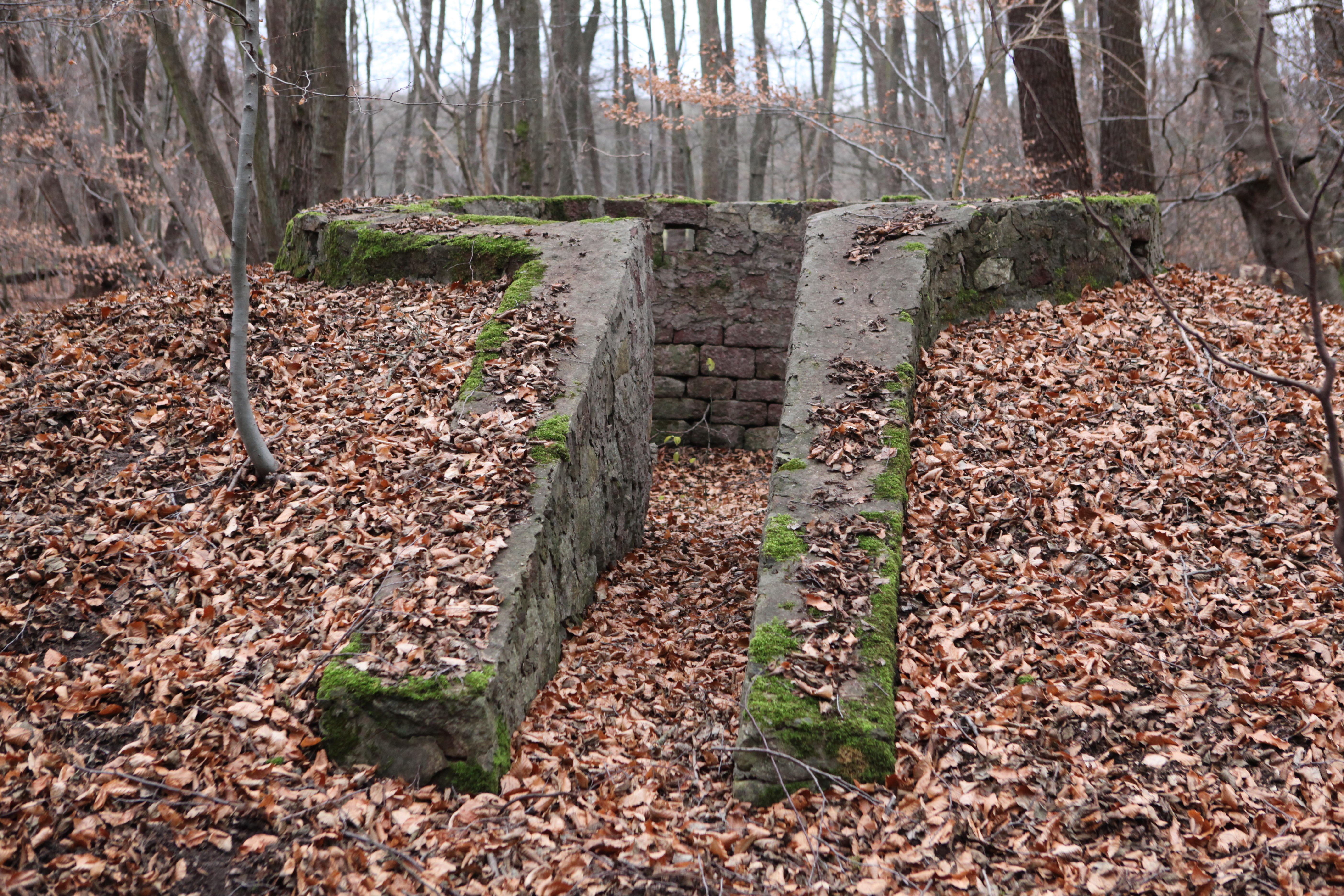
Der Jagdschirm am Landgrafeneck
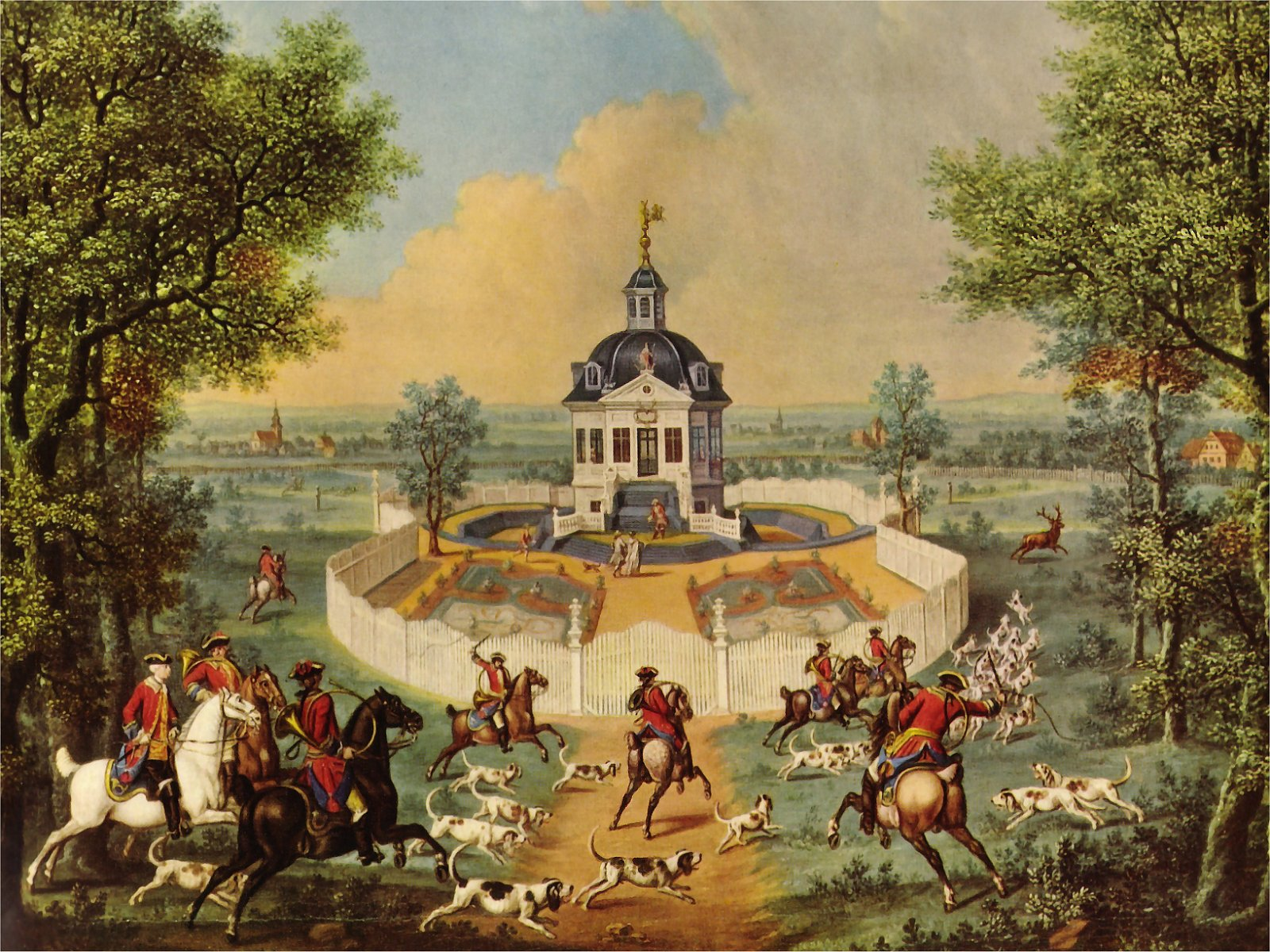
Das kleine Jagdschlösschen Dianaburg nördlich des Schlosses zur Zeit der Parforcejagd
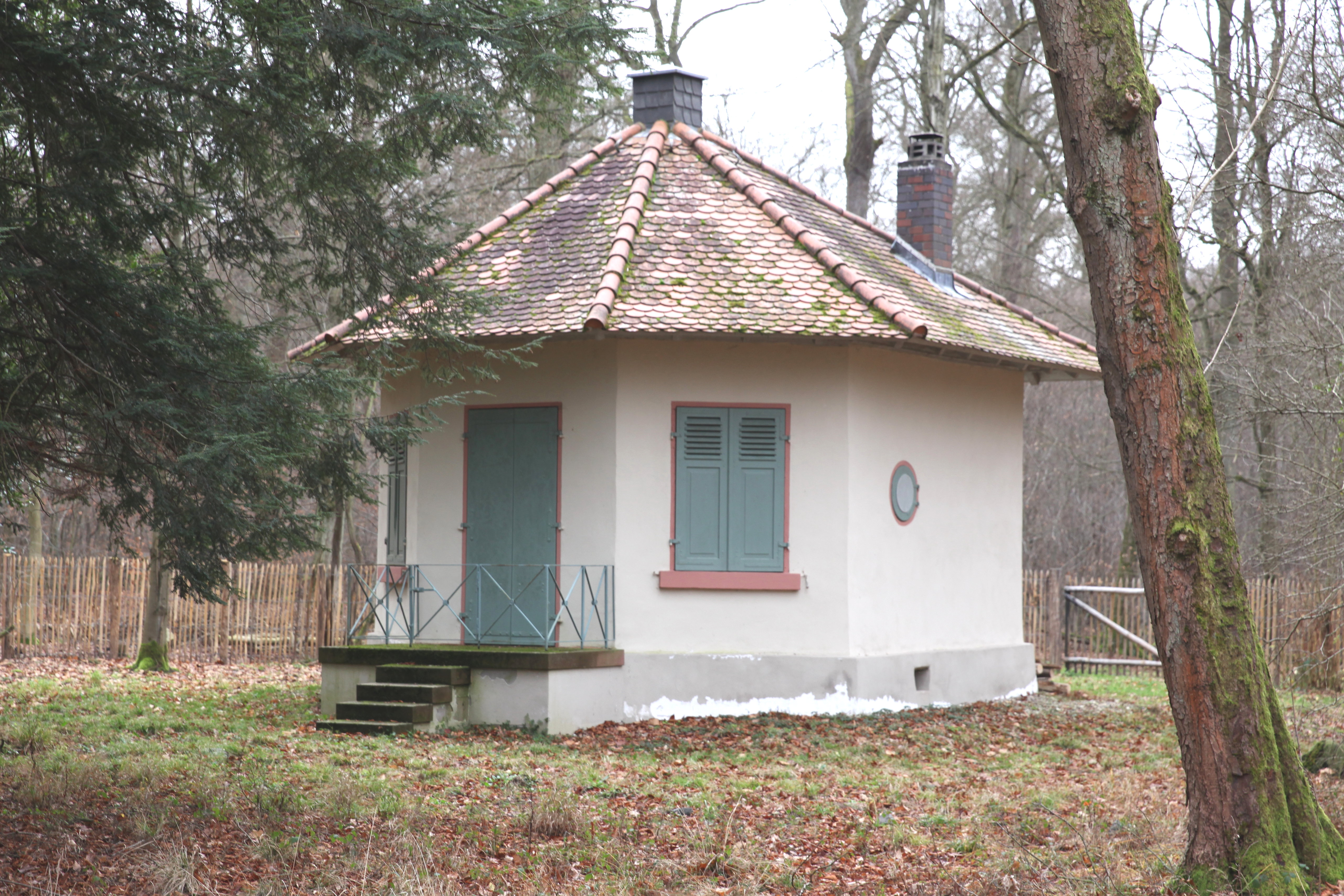
Das ehemalige Jagdhäuschen Alexanderburg